# Conostegia
Conostegia là chi thực vật có hoa trong họ Mua.

## Hình ảnh

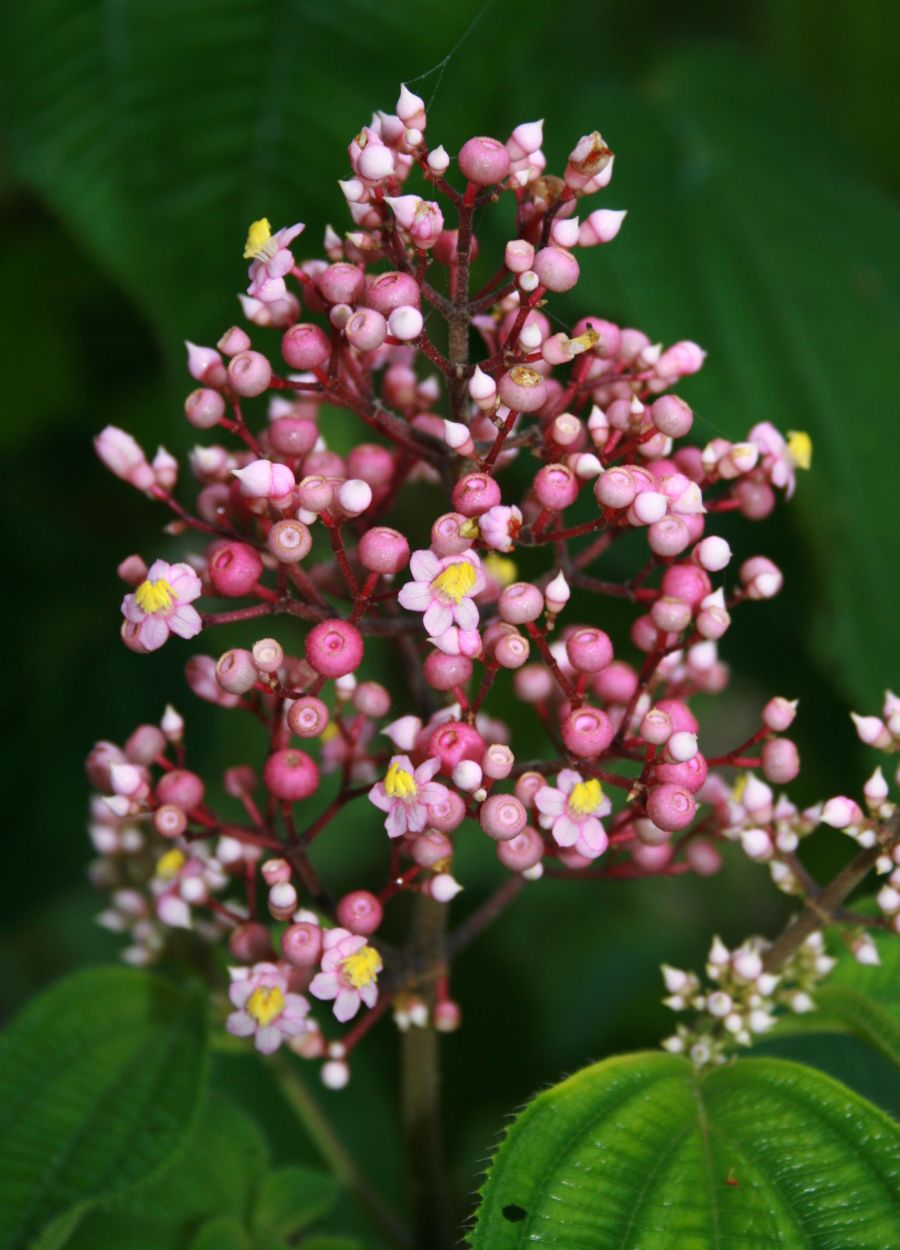
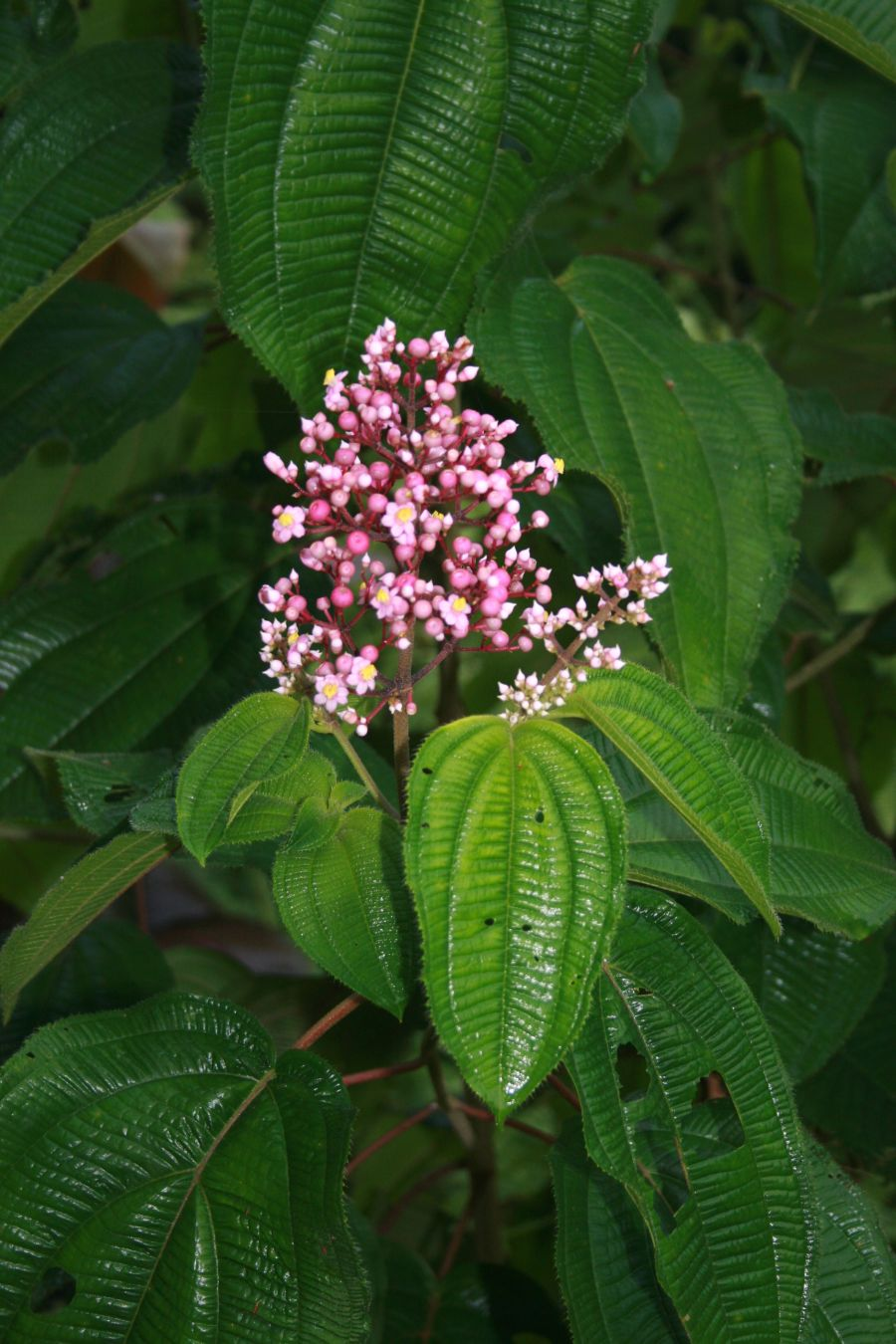